# Johannes Auffahrt
Johannes Auffahrt (* 16. Januar 1793 in Unterrohn (Stadt Bad Salzungen in Thüringen); † 12. November 1857 in Schmalkalden) war ein deutscher Kommunalpolitiker und Mitglied der Kurhessischen Ständeversammlung.

## Leben
Johannes Auffahrt war Justizbeamter und engagierte sich in der Kommunalpolitik. In Schmalkalden wurde er zum Bürgermeister gewählt. In dieser Funktion erhielt er 1830 ein Mandat für die konstituierende Sitzung der kurhessischen Ständeversammlung. Diese wurde nach den Unruhen der Jahre 1830/1831 zum Zweck der Verabschiedung einer Verfassung konstituiert und löste faktisch die Landstände der Landgrafschaft Hessen ab. Das Parlament bestand aus 53 Abgeordneten: 20 Sitze waren für die Prinzen des Herrscherhauses, die Standesherren, die Prälaten und die Ritter bestimmt, 17 Abgeordnete waren Vertreter der Städte und 16 Vertreter der Bauern. 
Auffahrt blieb bis 1832 in dem Parlament. 